# 19465 Amandarusso
19465 Amandarusso este un asteroid din centura principală de asteroizi.

## Descriere
19465 Amandarusso este un asteroid din centura principală de asteroizi. A fost descoperit pe 20 aprilie 1998 la Socorro, New Mexico, în cadrul proiectului LINEAR. Asteroidul prezintă o orbită caracterizată de o semiaxă mare de 2,75 ua, o excentricitate de 0,08 și o înclinație de 4,0° în raport cu ecliptica.